# Cañón Blanco
Cañón Blanco es un cañón ubicado en Tejas. Erosionado por el río Blanco en la Barranca Grande al este del Llano Estacado, el cañón recorre unos 55 km en dirección sureste, aumento gradualmente su diámetro transversal desde el inicio en el suroeste del condado de Floyd hasta 16 km de su desembocadura en el sureste del condado de Crosby. También aumenta progresivamente su profundidad de los 15 m en su inicio a los 91 a 150 m al final.
El cañón Blanco es uno de los diferentes cañones que ha sido excavado por ríos hacia la cara este del Llano Estacado, incluyendo al cañón de la Casa Amarilla, el cañón de Tule y el cañón de Palo Duro.

## Historia
Se conoció de su existencia durante mucho tiempo; pero, no fue hasta el año 1990 que se confirmó su existencia, ya que fue utilizado por Francisco Vázquez de Coronado y sus hombres como campamento dos veces en la primavera de 1541 en su búsqueda de El Dorado.